# Volker Schiek
Volker Schiek (* 20. Februar 1950 in Bünde) ist ein deutscher Jurist und Politiker (SPD). Als politischer Beamter war er zwischen dem 24. März 2011 und dem 30. Juni 2015 Staatsrat der Behörde für Inneres und Sport (BIS) in Hamburg.

## Leben
Volker Schiek legte im Jahr 1969 das Abitur am Helmholtz-Gymnasium in Bielefeld ab. In den Jahren 1969 bis 1971 war er Zeitsoldat und ging als Offizier der Reserve ab. In den Jahren 1971 bis 1976 studierte er Rechtswissenschaften an der Universität Bielefeld. Sein Referendariat absolvierte er in Schleswig-Holstein. Im Jahr 1978 legte er in Hamburg das Zweite Staatsexamen ab. Ab 1979 bekleidete er verschiedene Positionen in der Verwaltung der Stadt Hamburg. Nach seinem Einstieg als Anwärter im Jahr 1979 war er unter dem Senator Alfons Pawelczyk von 1980 bis 1983 Fachreferent in der Behörde für Inneres sowie stellvertretender Leiter des Senatorbüros. In den Jahren 1983 bis 1985 leitete er die Rechtsabteilung im Einwohner-Zentralamt und war gleichzeitig stellvertretender Amtsleiter. Von 1985 bis 1988 leitete er die Ausländerabteilung und war wiederum stellvertretender Amtsleiter.
Bis 1991 leitete er anschließend das Einwohner-Zentralamt. Im Jahr 1991 wechselte er in die BIS, wo er als Leiter der Rechts- und Grundsatzabteilung und stellvertretender Leiter des Amtes für Innere Verwaltung und Planung tätig war. Im Jahr 1994 übernahm er die Leitung des Amtes. 
Bis zu seiner Berufung zum Staatsrat war er in dieser Position Beauftragter für den Haushalt der Behörde und Vorsitzender des Aufsichtsrates beziehungsweise des Verwaltungsrates der Gesellschaft für Immobilienmanagement der Museen, der Polizei und der Feuerwehr (IMPF), des Landesbetriebs Verkehr und des Statistischen Amtes für Hamburg und Schleswig-Holstein. Daneben ist Volker Schiek stellvertretender Aufsichtsratsvorsitzender des TÜV Hanse.
Am 30. Juni 2015 verließ der Jurist die Hamburger Senatsbehörde für Inneres und Sport und wurde in den Ruhestand verabschiedet. Sein Nachfolger im Amt des Staatsrates wurde Bernd Krösser.
Volker Schiek ist Witwer und hat zwei Kinder.